# محلة أنشاق
قرية محله أنشاق هي إحدى القرى التابعة لمركز شربين في محافظة الدقهلية في جمهورية مصر العربية. حسب إحصاءات سنة 2006، بلغ إجمالي السكان في محله أنشاق 11312 نسمة، منهم 5881 رجل و5431 امرأة.

## التاريخ
قرية محلة أنشاق من القرى القديمة، حيث وردت باسم «محلة انشاق» في أعمال الدقهلية ضمن قرى الروك الصلاحي التي أحصاها ابن مماتي في كتاب قوانين الدواوين. ذكرها الرحَّالة الجُغرافي ياقوت الحموي قائلًا: «أنشاق بالنون والشين معجمة قرية من قرى مصر يقال لها محلة أنشاق من ناحية الدقهلية». ووردت باسم «محلة انشاق» في أعمال الدقهلية والمرتاحية ضمن قرى الروك الناصري التي أحصاها ابن الجيعان في كتاب «التحفة السنية بأسماء البلاد المصرية». وفي العصر العثماني وردت باسم «محلة انشاق» في التربيع العثماني الذي أجراه الوالي العثماني سليمان باشا الخادم في عصر السلطان العثماني سليمان القانوني ضمن قرى ولاية الدقهلية، وفي تاريخ 1228هـ/1813م الذي عدّ قرى مصر بعد المسح الذي قام به محمد علي باشا باسم «محلة إنشاق» ضمن قرى مديرية الدقهلية.